# جائزة إسبانيا الكبرى للدراجات النارية 2005
جائزة إسبانيا الكبرى للدراجات النارية 2005 هو سباق دراجات نارية أقيم بتاريخ 10 أبريل 2005 في حلبة خيريز. كان الجولة الأولى من أصل 17 في سباق الجائزة الكبرى للدراجات النارية موسم 2005. فاز الإيطالي فالنتينو روسي بفئة الموتو جي بي بينما جاء الإسباني سيت جيبيرنو في المركز الثاني وحصل على المركز الثالث الإيطالي ماركو ميلاندري.

## وصلات خارجية
- الموقع الرسمي